# Giovanni Fortini
Giovanni Fortini (fl. XVIII secolo) è stato un artigiano italiano del XVIII secolo.

## Biografia
Fu un costruttore di strumenti scientifici attivo nella seconda metà del Settecento. Nel 1786 costruì un declinometro di Coulomb per il Reale Museo di Fisica e Storia Naturale di Firenze, che adesso fa parte delle collezioni del Museo Galileo di Firenze.